# Gulstrupig fijivisslare
Gulstrupig fijivisslare (Pachycephala graeffii) är en fågel i familjen visslare inom ordningen tättingar.

## Utbredning och systematik
Gulstrupig fijivisslare förekommer som namnet avslöjar i Fiji. Den delas in i sju underarter med följande utbredning:
- Pachycephala graeffii bella – Vatu Vara
- Pachycephala graeffii koroana – Karo
- Pachycephala graeffii torquata – Taveuni
- Pachycephala graeffii aurantiiventris – Yagaga och Vanua Levu (förutom på sydöstra delen av ön)
- Pachycephala graeffii ambigua – sydöstra Vanua Lenu, Rabi och Kioa
- Pachycephala graeffii optata – sydvästra Viti Levu och Ovalau
- Pachycephala graeffii graeffii – Wala och Viti Levu

Den och vitstrupig fijivisslare behandlades tidigare som en och samma art, fijivisslare (P. vitiensis). Dessa urskiljs som egna arter baserat på skillnader i utseenden och läten.

## Status
IUCN erkänner den inte som art, varför den inte placeras i någon hotkategori.